# 岩粉

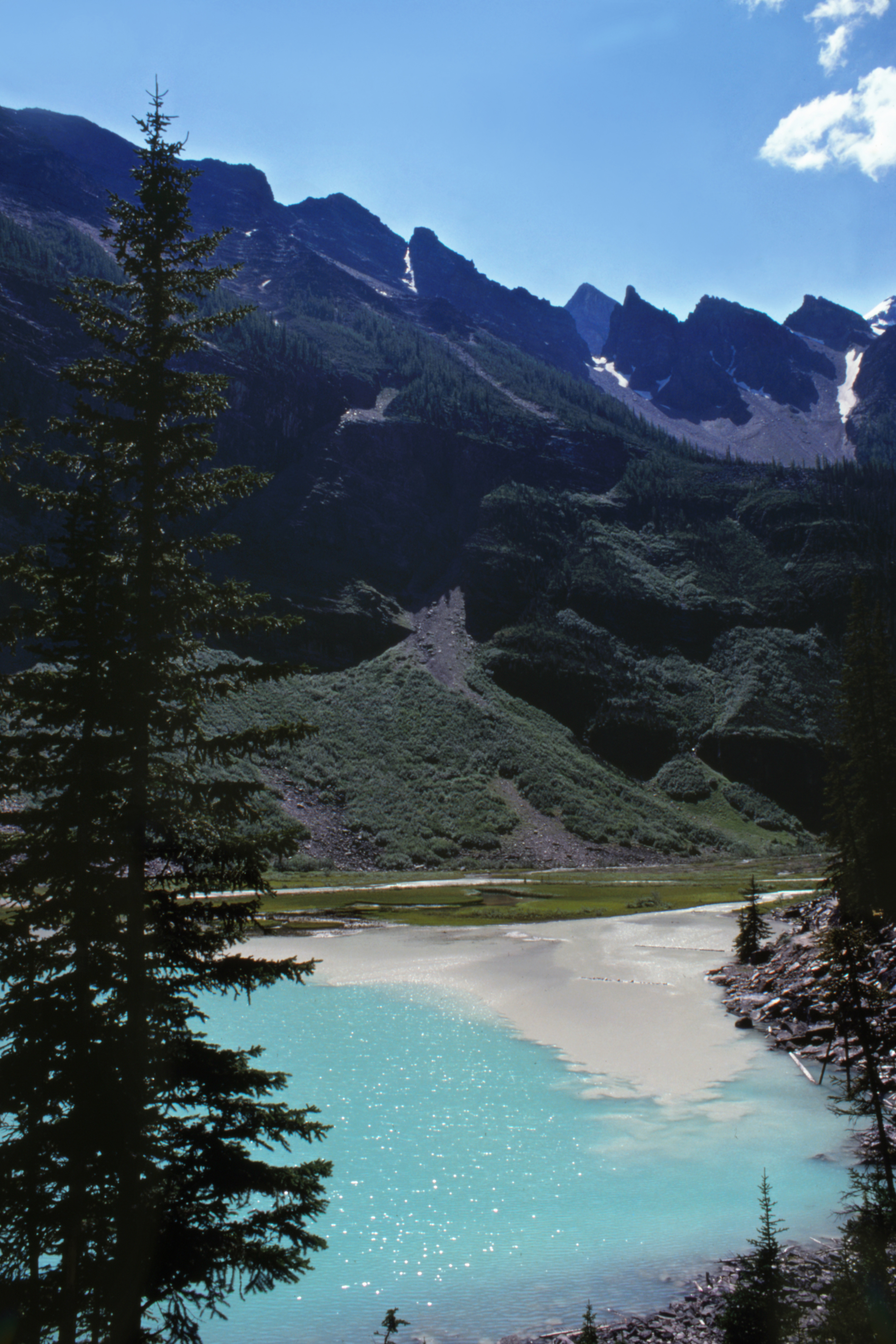
冰川融化的岩粉進入加拿大 Lake Louise

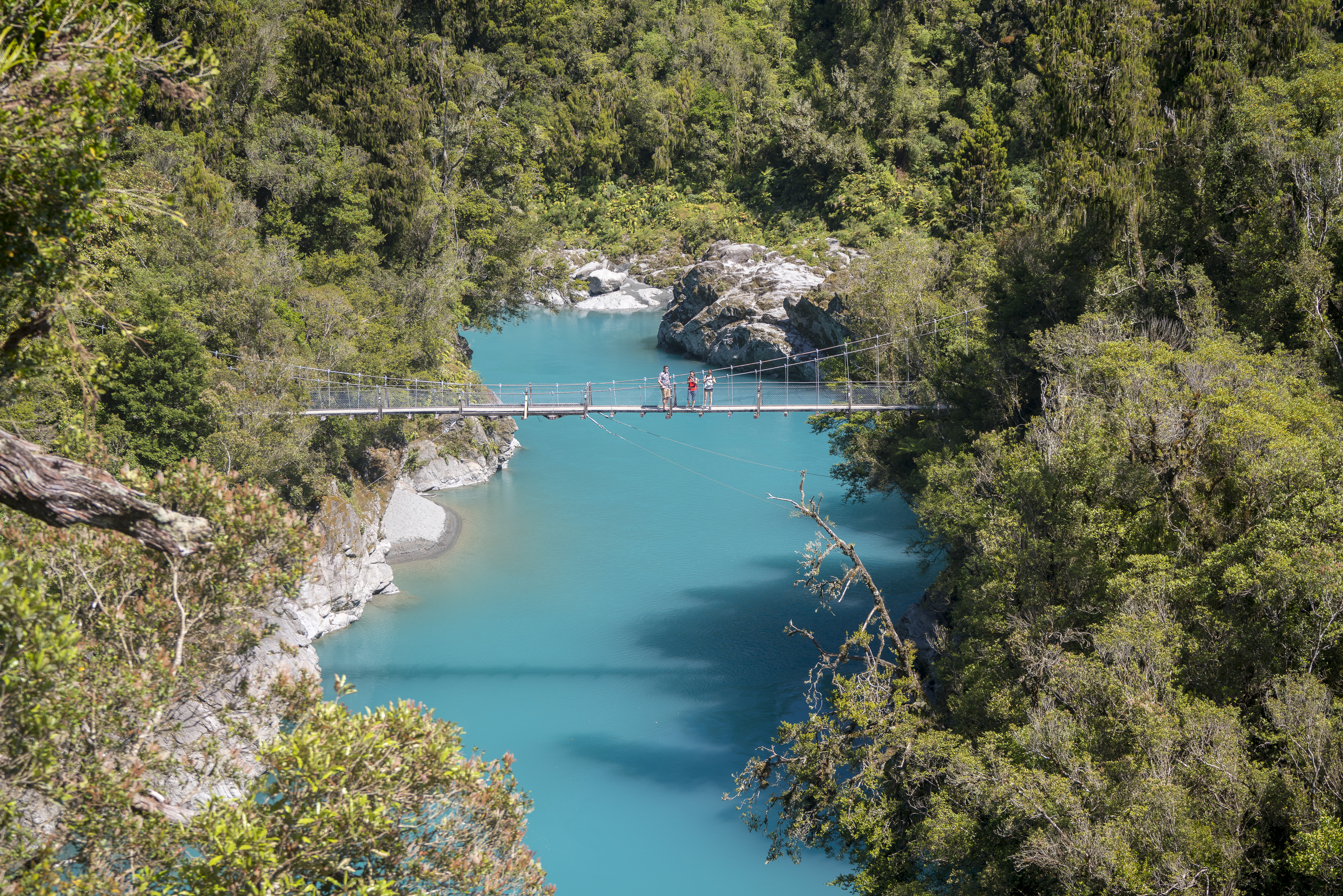
岩粉增強了新西蘭西海岸上 Hokitika Gorge 的水色

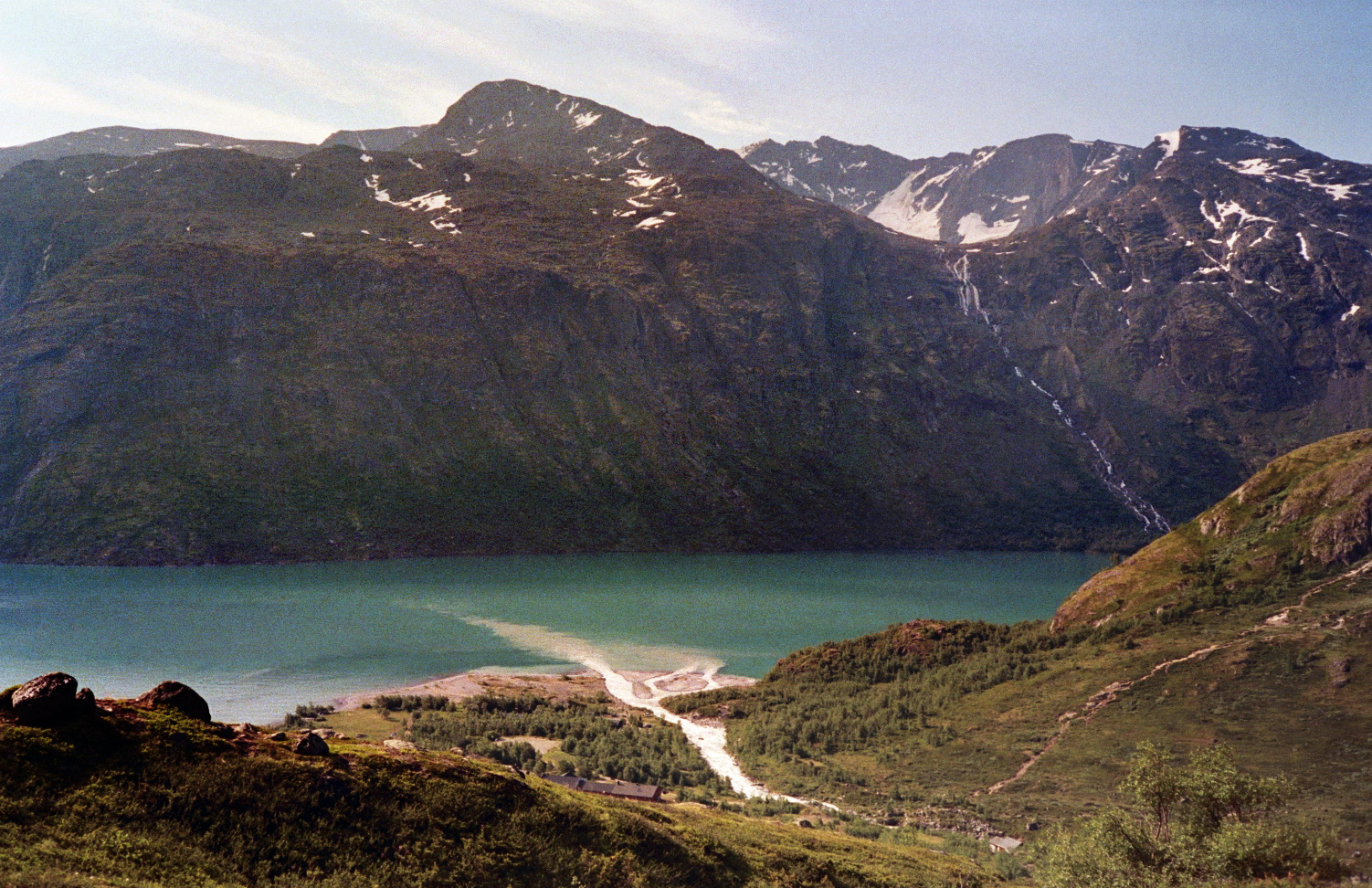
Muru河流將岩粉倒入挪威的 Gjende 湖中

岩粉（英語：rock flour）或冰川粉，由細粒、粉砂大小的岩石顆粒組成，通過冰川侵蝕對基岩進行機械研磨而產生。由於顆粒非常小，它會懸浮在融水中，使水看起來渾濁。。

### 形成
天然岩粉是在冰川遷移過程中形成的，冰川研磨在其下方岩石的側面和底部，但也可由凍融作用產生，水在裂縫中凍結和膨脹的作用有助於岩石的破裂。
雖然是粘土大小，但岩粉顆粒不是粘土礦物，而是通常經磨碎的石英和長石。 岩粉通是懸浮在融水中流排。 岩粉顆粒可以懸浮在水中或隨風傳播很遠的距離，形成黃土的沉積物。